# 아즈마정 (이바라키현)
아즈마정(東町)은 이바라키현 이나시키군에 설치되었던 정이다. 현재의 이나시키시에 해당한다.

## 역사
- 1955년 1월 5일 - 모토신시마촌 도요시마촌 이사키촌이 합병해 아즈마촌이 성립하였다.
- 1958년 2월 20일 - 오스카촌을 편입하였다.
- 1996년 9월 1일 - 정으로 승격하였다.
- 2005년 3월 22일 - 아즈마정은 에도사키정, 신토네정, 사쿠라가와촌과 합병해 이나시키시가 성립해 아즈마정은 소멸하였다.

## 교통

### 도로
- 국도 제51호선
- 국도 제125호선